# Ітумеленг Хуне
Ітумеленг Ісаак Хуне (афр. Itumeleng Khune, нар. 20 червня 1987, Вентерсдорп, ПАР) — південноафриканський футболіст, воротар «Кайзер Чифс» та національної збірної ПАР.

## Клубна кар'єра
Хуне — вихованець дитячо-юнацької футбольної школи команди «Кайзер Чифс», залишився й надалі в клубі, успішно виступає в південно-африканській футбольній лізі (National Soccer League (NSL)).
Учасник фінальної частини 19-ого Чемпіонату світу з футболу 2010 в Південно-Африканській Республіці.